# Linum rupestre
Linum rupestre är en linväxtart som först beskrevs av Samuel Frederick Gray, och fick sitt nu gällande namn av Georg George Engelmann. Linum rupestre ingår i släktet linsläktet, och familjen linväxter. Inga underarter finns listade i Catalogue of Life.